# Arrondissement de Groningue
L'arrondissement de Groningue est une ancienne subdivision administrative française du département de l'Ems-Occidental créée le 1er janvier 1811 et supprimée le 11 avril 1814.

## Composition
Il comprenait les cantons de Groningue (deux cantons), Hoogezand, Leek et Zuidhorn.